# La-Tour-Blanche-Antiklinale
Die La-Tour-Blanche-Antiklinale ist eine tektonisch bedingte, domartige Aufwölbung im sedimentären Schichtenverband des nordöstlichen Aquitanischen Beckens. Die Struktur folgt einer westnordwest-ostsüdöstlichen Richtung.

## Geographische Lage

Geologische Karte der Antiklinale im Gemeindegebiet von La Tour-Blanche-Cercles
Das Antiklinalzentrum im Norden von Chapdeuil
Ostende der Antiklinale in der Gemeinde Saint-Just

### Beschreibung der Struktur
Die La-Tour-Blanche-Antiklinale, auch als Chapdeuil-Antiklinale oder Chapdeuil-La-Tour-Blanche-Antiklinale bezeichnet, wurde nach La Tour-Blanche im Nordwesten des Départements Dordogne benannt. Das eigentliche Zentrum der domartigen Struktur liegt aber etwas weiter südöstlich im Gemeindegebiet von Chapdeuil. Die wissenschaftliche Erstbeschreibung der Struktur erfolgte durch P. Glangeaud im Jahre 1898. Eine Doktorarbeit wurde von C. Famechon im Jahr 1961 angefertigt.
Im Grundriss zeigt die Struktur eine rechteckige bis parallelogrammförmige Gestalt, wobei die beiden Basislinien N 120 streichen und die beiden Längsseiten in etwa Nord-Süd (mit Grenze Ligérien/Angoumien als Bezugshorizont). Die Längsausdehnung beträgt knappe 6 Kilometer, in der Breite misst das Antiklinal 3 Kilometer. Ähnlich wie die Mareuil-Antiklinale zeigt die La-Tour-Blanche-Antiklinale im Profil einen asymmetrischen Aufbau – auch hier ist die Nordseite steiler (Einfallen bis zu 20° nach Norden) und wird zusätzlich von einer Störung mit geringer Aufschiebungskomponente (10 – 15 Meter) gen Nordost begleitet. Die Südflanke fällt sehr flach mit nur 5° nach Süden ein.
Nach Norden in Richtung Mareuil-Antiklinale schließt sich die Villebois-Lavalette-La-Chapelle-Montabourlet-Synklinale (bzw. Gout-Rossignol-Léguillac-Synklinale) an. Nach Süden folgt auf die von Verteillac nach Grand-Brassac ziehende Flexur der Synklinalbereich nordöstlich von Ribérac, der vollständig von Schichten des Campaniums eingenommen wird.
Vergleichbar mit der Mareuil-Antiklinale wird das Ostende der Struktur von mehreren Verwerfungen (Abschiebungen) durchquert, die meist der Nordost-Südwest-Richtung folgen.
Östlich von Saint-Just erfolgt ein leichtes Abtauchen sowie ein Eindrehen der Längsachse in die West-Ost-Richtung; die Struktur lässt sich dann im Boulou-Tal (Gemeindegebiet von Paussac) noch kurz nach Ost weiterverfolgen.
Die Antiklinale wird von der Euche, einem rechten Nebenfluss der Dronne, und ihrem kleinen nordwärtigen Seitenast, der Julie, oder auch Buffebale genannt, nach (Ost-)Südost zur Dronne hin entwässert. Im Bereich der Antiklinale herrscht Reliefumkehr, d. h. topographisch stellt sie eine Depression dar.

## Regionaler Zusammenhang
Vom Beckenrand aus gesehen bildet die La-Tour-Blanche Antiklinale hinter der Mareuil-Antiklinale die zweite Hochzone im nordöstlichen Aquitanischen Becken. Sie ist etwa 25 Kilometer vom Beckenrand entfernt und verläuft mehr oder weniger parallel zum Rand des Massif Central. Die Sedimentbedeckung beträgt im Zentrum der Struktur bereits 1000 Meter.
Ähnlich wie die Mareuil-Antiklinale ist auch die La-Tour-Blanche-Antiklinale eine großräumige Struktur, die sich nach Nordwesten bis nach Cognac im Département Charente weiterverfolgen lässt. Nach Südost besteht eine Verbindung über die Hochstruktur bei Bussac zur Antiklinale von Périgueux (Beauronne-Tal), sodann weiter zur Antiklinale von Saint-Cyprien (Kombination aus Aufwölbung und Störung) und mittels der Flexur von Cazals sogar bis nach Cahors im Département Lot.

## Stratigraphie des aufbauenden Schichtpakets

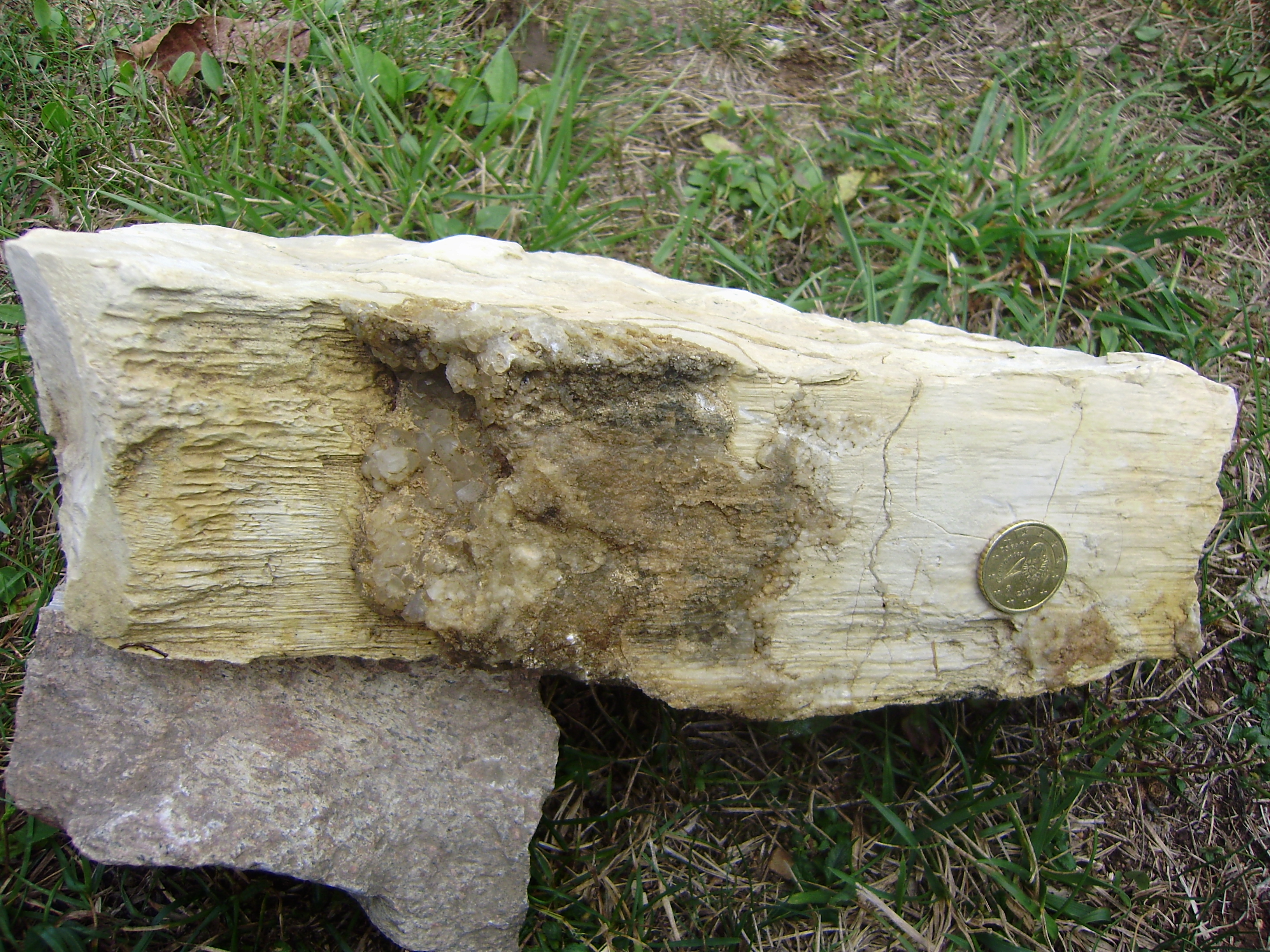
Unterportlandischer Mikrit aus der La-Tour-Blanche-Antiklinale mit OSO-WNW Seitenverschiebung und Pull-apart-Struktur

Im Kern der Antiklinale ist Oberer Jura aufgeschlossen. Tiefstes anstehendes Schichtglied ist das rund 10–15 m mächtige Oberste Kimmeridgium (Formation j7-8), das seinerseits konkordant vom Unteren Portlandium (Formation j9)  überlagert wird. Das Oberste Kimmeridgium wird noch vom Buffebale angeschnitten und steht in den Hanglagen des Flusslaufes an. Es beginnt detritisch (sandig) und geht dann in kalkhaltige Sandsteine und schließlich in bioklastische Oolithkalke über. Es lassen sich zwei Faziesbereiche unterscheiden: ein detritisch betonter Bereich im Osten (Serie de la Marteille) und ein riffnaher Bereich mit Einzelkorallen (Polypen), gelegentlichen Austern und Nerineen im Westen (Serie de Cercles). Diese Faziesdifferentiation bleibt dann auch im Unteren Portlandium weiter bestehen, so kann der Ostabschnitt während des Unteren Portlandiums ebenfalls gröberklastische Einschaltungen wie Schill-, Geröll- und Brekzienlagen aufweisen. Das Untere Portlandium – generell bis zu 35 m mächtige, gebankte (Bankdicke 10–20 cm), kryptokristalline Mikrite von grauer, gelber bis leicht rötlicher Färbung, die von dünnen Mergel- oder Tonlagen abgetrennt werden – füllt dann den Hauptteil der Antiklinale aus.
Nach dem Meeresrückzug im Obersten Jura und Verlandung während der gesamten Unterkreide folgen die transgressiven Ablagerungen des Cenomaniums (Formation c1-2). Seine Mächtigkeiten sind sehr variabel und relativ dünn, können aber stellenweise dennoch bis an die 40 m erreichen. Das littorale Cenomanium wird aus drei Serien aufgebaut: einer detritischen Serie an der Basis (Sande mit Schill- und Lignitlagen), gefolgt von einer kalkhaltigen Serie (rötlich-braune bis graue Kalke) und einer detritischen Serie im Hangenden (grauschwarze bis grünliche Tonsteine, die sehr reich an Austern sind). Über dem Cenomanium lagerte sich konkordant das fossilkalkreiche Turonium ab, zusammengesetzt aus 15–40 m an Ligérien (kreidige Knollenkalke – Formation c3a) und 35–65 m an Angoumien (Rudistenkalke Formationen c3b und c3c). Diskordant über dem Turonium folgen die harten Fossilkalke des Coniaciums (Formation c4), die eine Mächtigkeit von 50–80 m erreichen können. Den Abschluss bilden dann typische Kreidekalke des Santoniums (60–80 m – Formationen c5a und c5b-c) und des Campaniums (100–180 m – Formation c6a). Die aufgeschlossenen Schichten im Bereich der La-Tour-Blanche-Antiklinale können somit eine Gesamtmächtigkeit von bis zu 535 m erreichen.
Der tiefere Untergrund des Antiklinals ist seit 1958 durch eine Erkundungsbohrung bekannt. Diese erreichte bei 1085 m Tiefe das variszische Grundgebirge; angetroffen wurden dunkelgraue metamorphe Schiefer. Die Bohrung durchfuhr 670 m an sehr mächtig ausgebildetem Oberem Jura, 158 m Dogger, 182 m Lias und 75 m Trias.

## Strukturelle Beobachtungen
Zahlreiche Strukturen zeugen von der tektonischen Beanspruchung der Sedimente im Bereich der Antiklinale, insbesondere das Untere Portlandium wurde teils sehr stark verformt, unmittelbar erkennbar an den vielen Stylolithen und Slickolithen. Im Einzelnen sind folgende Strukturen zu erkennen:
- Seitenverschiebungen in OSO-WNW-Richtung (N 115) mit deutlichen Slickolithen;
- rechtsverschiebende Querbrüche in NNO-SSW-Richtung (N 020) mit Stylolithen;
- mit Kalzit ausgefüllte Zerrspalten (N 165 bis N 175, sowie untergeordnet N 020), diese können auch als Pull-apart-Strukturen an den Seitenverschiebungen gedeutet werden;
- NW-SO-Brüche (N 130 – N 140) mit Stylolithen.[4]

Die Bewegungen in der La-Tour-Blanche-Antiklinale waren folglich nicht nur rein einengender Natur, sondern besaßen auch eine deutliche Scherkomponente, was auf Transpression oder Transtension hindeutet. Sie dürften außerdem mehrphasig erfolgt sein.
Die angeführten tektonischen Beobachtungen sprechen insgesamt gesehen für eine ehemalige Scherzone im Bereich der La-Tour-Blanche-Antiklinale, sehr wahrscheinlich mit dextralem Bewegungssinn.

## Zeitlicher Rahmen
Die kompressive Einengung des Schichtpakets muss nach Ablagerung des Campaniums erfolgt sein. Für die Entstehung der Antiklinalzüge im Aquitanischen Becken wird daher meist auch von einer endcampanischen-maastrichtischen Phase am Ende der Kreide ausgegangen. Zweifellos dürfte aber auch die Pyrenäenorogenese mit ihrer Nord-Süd gerichteten Einengung einen wesentlichen Anteil an der letztendlichen Entstehung der Strukturen gehabt haben; zeitlich kommen die Pyrenäendeformationen im Eozän (Ypresium bis Lutetium) zu liegen (das Maximum der Pyrenäeneinengung war im Lutetium erreicht).

## Bedeutung
Die La-Tour-Blanche-Antiklinale reiht sich ein in das System der Antiklinalzüge im nordöstlichen Aquitanischen Becken. Neben Kompression war eine deutliche Scherkomponente an ihrer Entstehung im Zeitraum Oberste Kreide bis Eozän mitbeteiligt. Bemerkenswert ist die räumliche Organisation dieser großräumigen Strukturen, die in OSO-NWN bzw. SO-NW-Richtung in dekakilometrischen (15–20 km) Abständen dem Rand des Massif Central folgen.
Das südliche Armorikanische Massiv zeigt im östlichen Teil des Département Vendée eine sehr ähnliche Organisation (rechtsverschiebende Scherzonen im Dekakilometerabstand mit dazwischenliegenden, weniger stark verformten Synklinalbereichen). Es darf daher angenommen werden, dass diese variszisch vorgezeichnete räumliche Organisation des südlichen Armorikanischen Massivs auch im nordöstlichen aquitanischen Schelfbereich ihre Fortsetzung fand.
Dies scheint nahezulegen, dass dieselben oder ähnliche geartete Deformationsmuster bis ins Paläogen hinein fortdauerten. Die bereits variszisch vorgezeichneten Bruchzonen des Grundgebirges wurden folglich reaktiviert und pausten sich dann in die Sedimenthülle durch.